# ヨコバイ
ヨコバイ（横這）は、ヨコバイ科 Cicadellidae（カメムシ目・頚吻亜目）に分類される昆虫の総称。セミ類に近い一群で、それを微小にしたような姿をしている。学名も Cicada（蝉）+ ella（縮小辞）で「小さいセミ」の意。日本語では、歩くときに横にずれながら移動するため「横這い」の名が付いた。イネの害虫として知られるツマグロヨコバイや、一部の地域で「バナナ虫」という俗称で知られるツマグロオオヨコバイなどもこの科の昆虫である。幼虫、成虫とも植物の液汁を吸う生活をしているためしばしば園芸植物や農作物にとっての害虫とみなされる。古典的な分類ではカメムシ目・ヨコバイ亜目に分類されるが、ヨコバイ亜目は側系統群であることが明らかとなっている。

## 概要
セミと同じセミ型下目に分類され、セミを小さくしたような形をしており、ほとんどの種が数ミリの大きさで、1cm以上のものは大型の部類に入る。セミの単眼は3個あるが、ヨコバイ科の単眼は2個である。ただしヒメヨコバイ亜科では単眼を持たないものが大部分となっている。これら単眼の有無やその位置は亜科を分類する場合の重要な特徴の一つである。翅は4枚あり、よく飛翔するが、時に翅が短く飛翔しないものも出現する。色は緑色系や褐色系のものが多いが、鮮やかな色彩や幾何学的で複雑な模様を持つものも見られる。不完全変態で、蛹を経ないで成虫になる。幼虫は翅がないこと以外は成虫とほぼ同様で、同じように植物の液汁を吸って成長する。名前の元になった横にずれながら歩く行動は、人影などを感じて警戒した時に見られるもので、平面でこの行動をすると単に斜め前に歩いているように見えるが、植物の茎や葉にとまっている場合はそれらの裏側に隠れる行動となる。この「横這い」はヨコバイ類のみならず、アワフキムシやセミにも見られる行動で、さらに警戒感が高まると飛んで逃げて行く。
全世界に分布しており約20,000種が知られるが、熱帯域のものを中心に未記載種（学名の付いていない種）が多数あると考えられている。日本に生息するものは未記載種なども含めおよそ550種程度が確認されているが、小型であることや外見がよく似た種も多いことから、十分には解明されていない。平地から山地まで植物が生育している環境であればほとんどの場所に何らかの種が生息する。ツマグロオオヨコバイ Bothrogonia ferruginea（ Fabricius ） やオオヨコバイ Cicadella viridis（ Linnaeus ）などは大型で都市部の植え込みなどでも生活するため、名前は知らずとも目にすることの多い昆虫である。イネマダラヨコバイ Recilia oryzae ( Matsumura ）など、穀類や茶、桑や果樹その他の農作物の害虫とされているものが多く、イナズマヨコバイ Recilia (Inazuma) dorsalis   Motschulsky のように、稲の萎縮病などを媒介するものもある。山地の種では、ブナ林やクヌギ林の林冠に生息するものが多い。

## 発音
ヨコバイやウンカには、セミと同様に発音機能があり、オスがメスを呼ぶためのコミュニケーション手段として用いられる。但し、人間の耳には聞こえない極短波のサイクルで発するので、その鳴き声は一般的には知られていない。

## 害と天敵
殆どの種類が植物に付く重要害虫になっている。
植物の茎に口吻を突き刺し、そこから樹液や草の汁を吸ってしまうだけでなく、一部の種には植物には有害な病原菌を伝染させる事もあり、農作物や園芸者にとっては厄介な存在となっている。
また、灯火に飛来するときもあり、その灯火に来た際に人体に止まると、そこから人体に口吻を突き刺して血を吸うこともある。ヨコバイに刺されて、カのように腫れ上がってむず痒くなったという症状も知られている。
一方でヨコバイ自体は強い虫では無いので天敵が多く、鳥やカエルやトカゲの他、クモや肉食性の甲虫やカメムシ、水生昆虫やトンボ等の格好の餌となることが多い。
他にもアリに襲われたり、寄生バチによって命を落とす個体も少なくない。

## 分類
日本では、20世紀末頃までヨコバイ類の細分傾向が強く、多くの科に分けられており、その時期の図鑑ほかでもそのような扱いになっているものが多い（例：ミミズク科、オオヨコバイ科、カンムリヨコバイ科、フトヨコバイ科、ホソサジヨコバイ科、クロヒラタヨコバイ科、ヒロズヨコバイ科、シダヨコバイ科、ブチミャクヨコバイ科、フクロヨコバイ科、トガリヨコバイ科、ヒメヨコバイ科、ヨコバイ科など）。しかし日本以外では、それら全体を一つにまとめてヨコバイ科という一つの科にまとめて扱うのが一般的であり（ Oman 他（1990）など）、日本でも1990年代中頃から全体を一つの科として扱うようになった。ただしどの群を亜科とし、あるいは族とするかなどは未だ不安定な部分もあり、2000年以降もいくつかの論文で一部変更の考え方が出されている。また日本での科を細分する体系では「 Cicadellidae 」には「オオヨコバイ科」の和名が宛てられていたが、全体を統合して1科とする場合（本項の立場）には本グループの基幹名をとって「ヨコバイ科」と呼ばれる。ただし亜科「 Cicadellinae 」には「オオヨコバイ亜科」の和名が残り、和名と学名とに捩れが生じてややこしいことになっている。
下にヨコバイ科の亜科を示す。亜科名はアルファベット順で、並び方と系統関係は無関係である。それぞれの凡その分布域を生物地理区などで記した。内容は外部リンクにある Dietrich 博士のリスト（2000年9月20日作成：2006年2月13日改定）にほぼ従ったものであるが、各亜科の扱いは今後もいくらかは変更される可能性がある。また各亜科に含まれる属・種数などはおおよその目安で、今後も新種の発見などにより増えるはずである。

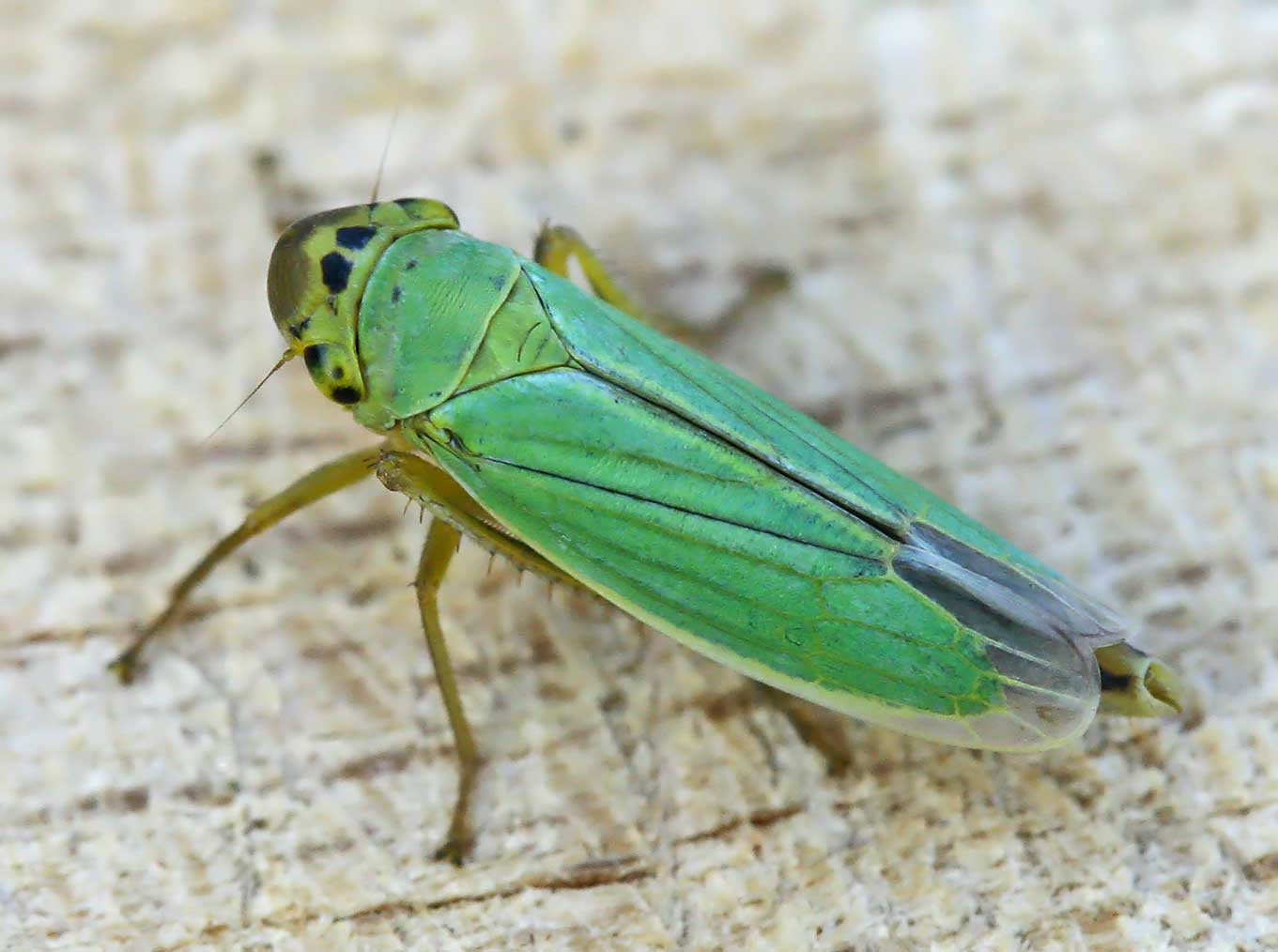
オオヨコバイ
（オオヨコバイ亜科）

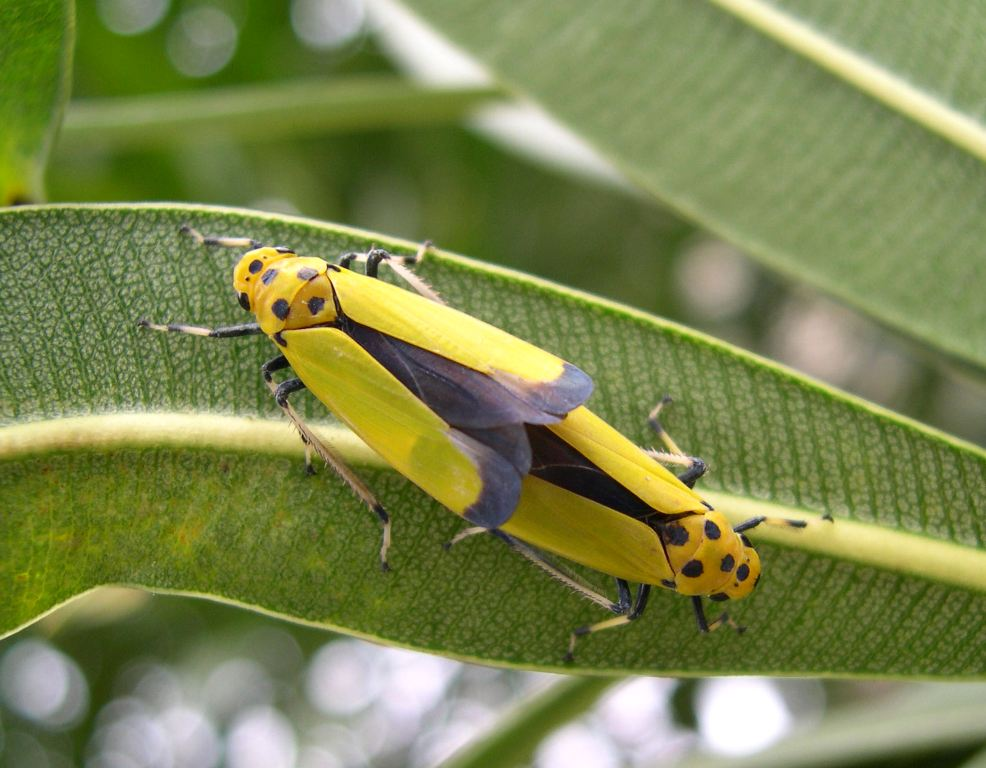
ツマグロオオヨコバイ
（オオヨコバイ亜科）
「バナナムシ」などとも呼ばれる。

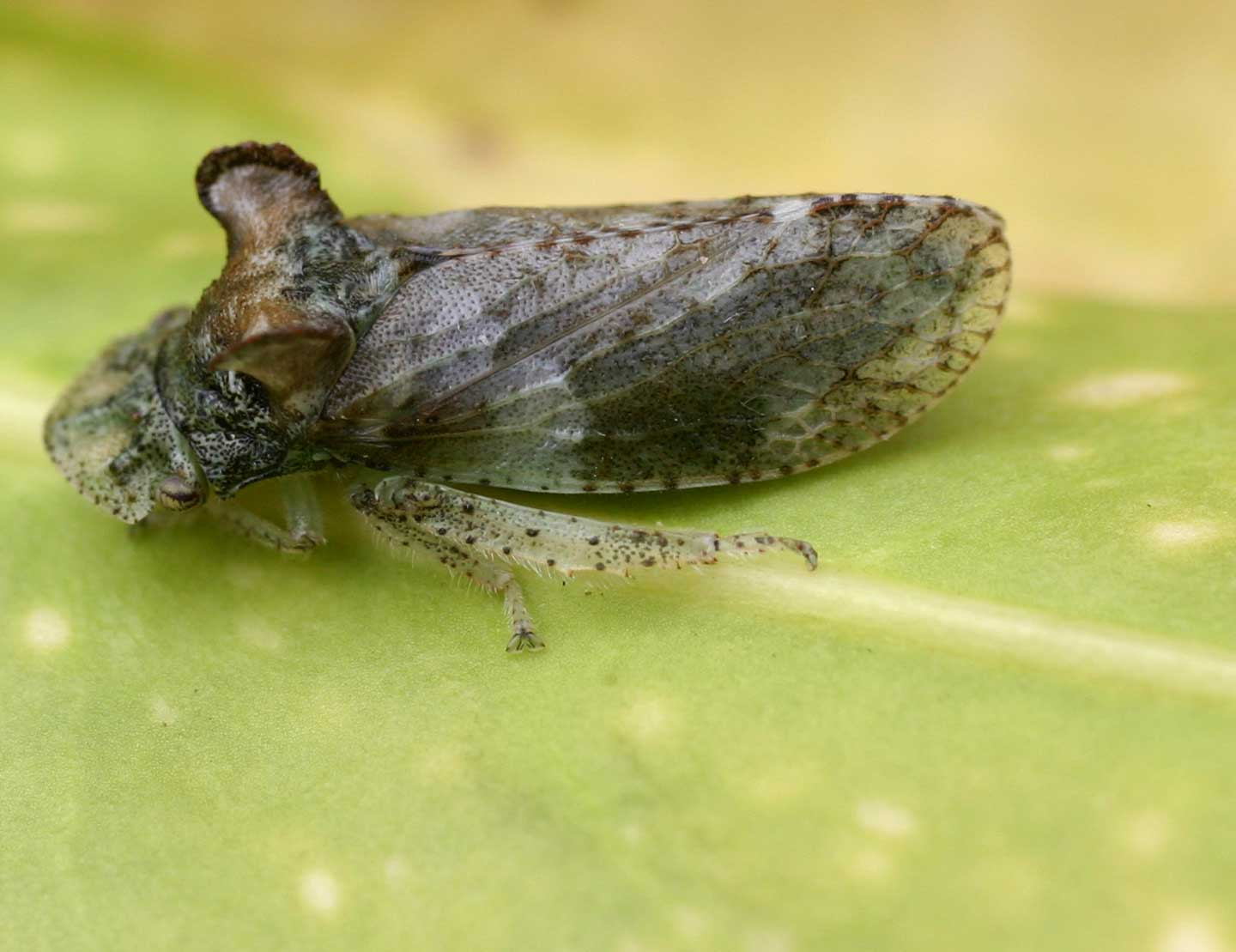
Ledra aurita (L., 1758)
（ミミズク亜科）©Entomart.ins.

- Acostemminae：東アフリカ、マダガスカル、スリランカ（7属20種）
- Adelungiinae：アフリカ、ヨーロッパ南部、中東（13属60種）－ Megophthalminae亜科の族とする見解もある。
- Aphrodinae　ヒラタヨコバイ亜科：全北区、アフリカ、東南アジア（8属20種）
- Agalliinae　シダヨコバイ亜科： 全世界（37属600種）－ Megophthalminae亜科の族とする見解もある。
- Arrugadinae　南米（1属3種）
- Austroagalloidinae：オーストラリア（1属10種）
- Bythoniinae：南米（1属5種）
- Cicadellinae  オオヨコバイ亜科：全世界（350属3100種）
- Coelidiinae　オモナガヨコバイ亜科：全世界（126属1300種）
- Deltocephalinae　ヨコバイ亜科：全世界（750属6500種）
- Drakensbergeninae：南アフリカ（1属2種）－ヨコバイ亜科に近いという。
- Errhomeninae：旧北区の北部地域, 新北区北東部（10属70種）
- Euacanthellinae：オーストラリア、ニュージーランド（1属2種）
- Eupelicinae：新熱帯区を除く全世界（10属100種）－ヨコバイ亜科に含める見解もある。
- Eurymelinae：オーストラリア、ニューギニア（33属120）
- Evacanthinae：旧北区、東洋区、新北区（14属100種）－ Nirvaninae 亜科のシノニムとする見解もある。
- Evansiolinae：チリ（ファン・フェルナンデス諸島）（1属3種）
- Hylicinae：アフリカ及びアジアの熱帯域（14属40種）
- Iassinae　アオズキンヨコバイ亜科：全世界（50属700種）
- Idiocerinae　ズキンヨコバイ亜科：全世界（90属720種）
- Koebeliinae：北米（1属5種）－ヨコバイ亜科の族とする意見もある。
- Ledrinae　ミミズク亜科：全世界（70属450種）
- Macropsinae　ヒロズヨコバイ亜科：全世界（26属550種）
- Makilingiinae：フィリピン（1属25種）
- Megophthalminae：アフリカ熱帯区、旧北区西部、新北区西部、新熱帯区（7属40種）
- Mileewinae ：熱帯全域（4属90種）
- Mukariinae：アフリカ熱帯－東洋区（2属10種）
- Neobalinae：新熱帯区（9属50種）
- Neocoelidiinae：新世界（18属130種）
- Nioniinae：アフリカ熱帯区－東洋区－新世界（3属12種）
- Nirvaninae　ホソサジヨコバイ亜科：熱帯全域－温帯の一部（40属150種）－ Evacanthinae のシノニムとする見解もある。
- Penthimiinae クロヒラタヨコバイ亜科：全世界（46属245種）－ヨコバイ亜科のシノニムとする見解もある。
- Phereurhininae：南米（3属5種）
- Phlogisinae：アフリカ熱帯区、東洋区（2属2種）－ Signoretiinae のシノニムとする見解もある。
- Scarinae：新世界（90属1300種）－ アオズキンヨコバイ亜科の族とする見解もある。
- Selenocephalinae　ブチミャクヨコバイ亜科：旧世界（60属330種）－ヨコバイ亜科のシノニムとする見解もある。
- Signoretiinae：アフリカ熱帯区－東洋区（2属25種）
- Stegelytrinae：ヨーロッパ南部、アフリカ北部、中東（3属10種）
- Tartessinae　オサヨコバイ亜科：オーストラリア区、東洋区（38属200種）
- Tinterominae：コスタリカ（1属3種）
- Typhlocybinae　ヒメヨコバイ亜科：全世界（470属5200種）
- Ulopinae：旧世界（33属180種）
- Xestocephalinae ホシヨコバイ亜科：熱帯全域と北半球の一部（7属200種）